# 2005 ve filmu

## Filmy roku 2005

### České filmy
- Anděl Páně (režie: Jiří Strach)
- Doblba! (režie: Petr Vachler)
- Hrubeš a Mareš jsou kamarádi do deště (režie: Vladimír Morávek)
- Kameňák 3 (režie: Zdeněk Troška)
- Kousek nebe (režie: Petr Nikolaev)
- Krev zmizelého (režie: Milan Cieslar)
- Příběhy obyčejného šílenství (režie: Petr Zelenka)
- Román pro ženy (režie: Filip Renč)
- Sametoví vrazi (režie: Jiří Svoboda)
- Skřítek (režie: Tomáš Vorel)
- Sluneční stát (režie: Martin Šulík)
- Šílení (režie: Jan Švankmajer)
- Štěstí (režie Bohdan Sláma)

### Zahraniční filmy
| - 3:15 zemřeš (režie: Andrew Douglas) - 40 let panic (režie: Judd Apatow) - A co když je to pravda? (režie: Mark Waters) - Aeon Flux (režie: Karyn Kusama) - Beowulf: Král barbarů (režie: Sturla Gunnarsson) - Bílá hraběnka (režie: James Ivory) - Bílá Masajka (režie: Hermine Huntgeburth) - Biznis (režie: Nick Love) - Cesta ke zlu (režie: David Winkler) - Co je šeptem... (režie: Rob Reiner) - Constantine (režie: Francis Lawrence) - Čtyři bratři (režie: John Singleton) - Děkujeme, že kouříte (režie: Jason Reitman) - Deník šílené manželky (režie: Darren Grant) - Deuce Bigalow: Evropský gigolo (režie: Mike Bigelow) - Dokonalý chlap / Pan Božský (režie: Mark Rosman) - Do hlubin (režie: John Stockwell) - Doom (režie: Andrzej Bartkowiak) - Dračí doupě 2 (režie: Gerry Lively) - Dům voskových figurín (režie: Jaume Collet-Serra) - Elektra (režie: Rob Bowman) - Faktótum (režie: Bent Hamer) - Fantastická čtyřka (režie: Tim Story) - Gejša (režie: Rob Marshall) - Harry Potter a Ohnivý pohár (režie: Mike Newell) - Hele kámo, kdo tu vaří? (režie: Rob McKittrick) - Jeskyně (režie: Bruce Hunt) - Karcoolka (režie: Cory Edwards) - Karlík a továrna na čokoládu (režie: Tim Burton) - King Kong (režie: Peter Jackson) - Kletba bratří Grimmů (režie: Terry Gilliam) - Kouzelná chůva Nanny McPhee (režie: Kirk Jones) - Královna koření (režie: Paul Mayeda Berges) - Kruh 2 (režie: Hideo Nakata) - Lední medvídek 2: Tajemný ostrov (režie: Piet De Rycker, Thilo Rothkirch) - Letopisy Narnie: Lev, čarodějnice a skříň (režie: Andrew Adamson) - Madagaskar (režie: Eric Darnell, Tom McGrath) - Mariňák (režie: Sam Mendes) - Maska zrcadla (režie: Dave McKean) - Mlha (režie: Rupert Wainwright) - Moje krásná čarodějka (režie: Nora Ephron) - Mr. & Mrs. Smith (režie: Doug Liman) - Mrtvá nevěsta Tima Burtona (režie: Tim Burton, Mike Johnson) | - Mrtvý (režie: Brian Cox) - Nesvatbovi (režie: David Dobkin) - Nový svět (režie: Terrence Malick) - Obchodník se smrtí (režie: Andrew Niccol) - Oliver Twist (režie: Roman Polanski) - Ostrov (režie: Michael Bay) - Pád do tmy (režie: Neil Marshall) - Popravčí (režie: Simon Aeby) - Pravidelní milenci (režie: Philippe Garrel) - Prci, prci, prcičky: Na táboře (režie: Steve Rash) - Prime (režie: Ben Younger) - Přepadení 13. okrsku (režie: Jean-François Richet) - Pýcha a předsudek (režie: Joe Wright) - Říše vlků (režie: Chris Nahon) - Sahara (režie: Breck Eisner) - Saw 2 (režie: Darren Lynn Bousman) - Serenity (režie: Joss Whedon) - Sin City - město hříchu (režie: Frank Miller, Robert Rodriguez, Quentin Tarantino) - Sky Fighters: Akce v oblacích / Akce v oblacích (režie: Gérard Pirès) - Smrt po internetu (režie: John Irvin) - Snílek (režie: John Gatins) - Spoušť (režie: Barbara Kopple) - Star Wars: Epizoda III – Pomsta Sithů (režie: George Lucas) - Svádění (režie: Marcos Siega) - Svatba ve třech (režie: Ol Parker) - Svěrací kazajka (režie: John Maybury) - Tajemný let (režie: Robert Schwentke) - Těžká váha (režie: Ron Howard) - Tma / Bloudění v temnotách (režie: John Fawcett) - Tygr a sníh (režie: Roberto Benigni) - Underworld: Evolution (režie: Len Wiseman) - Univerzální uklízečka (režie: Niall Johnson) - Válka světů (režie: Steven Spielberg) - Vyvrženci pekla (režie: Rob Zombie) - Wolf Creek (režie: Greg McLean) - Zathura: Vesmírné dobrodružství (režie: Jon Favreau) - Zlomené květiny (režie: Jim Jarmusch) - Zkrocená hora (režie: Ang Lee) - Zmražená pojistka / Nekonečná bílá (režie: Mark Mylod) - Ztracené město (režie: Andy García) - Ztroskotaná láska (režie: Randal Kleiser) - Žít po svém (režie: Lasse Hallström) |

## Tržby a návštěvnost

### Celosvětově
Následujícím seznam řadí filmy s celosvětovou premiérou v roce 2005 dle jejich tržeb v amerických dolarech. Zahrnuty jsou tržby za celou dobu promítání filmu (tedy i mimo rok 2005).
| Pořadí | Titul                                     | Tržby celosvětově | Tržby v ČR |
| ------ | ----------------------------------------- | ----------------- | ---------- |
| 1      | Harry Potter a Ohnivý pohár               | 896 911 078       | 2 726 003  |
| 2      | Star Wars: Epizoda III – Pomsta Sithů     | 848 754 768       | 1 111 774  |
| 3      | Letopisy Narnie: Lev, čarodějnice a skříň | 745 013 115       | 1 650 565  |
| 4      | Válka světů                               | 591 745 540       | 1 052 896  |
| 5      | King Kong                                 | 550 517 357       | 746 836    |

### Česko
Následující seznam řadí filmy podle návštěvnosti v českých kinech v roce 2004. Tržby a návštěvnost jsou uvedeny pouze za rok 2005.
| Pořadí | Titul                                 | Česká premiéra   | Diváků  | Tržby (Kč) |
| ------ | ------------------------------------- | ---------------- | ------- | ---------- |
| 1      | Román pro ženy                        | 14. dubna 2005   | 550 670 | 52 038 575 |
| 2      | Harry Potter a Ohnivý pohár           | 1. prosince 2005 | 467 182 | 48 416 513 |
| 3      | Madagaskar                            | 16. června 2005  | 394 328 | 32 074 974 |
| 4      | Star Wars: Epizoda III – Pomsta Sithů | 19. května 2005  | 273 676 | 27 021 530 |
| 5      | Válka světů                           | 29. června 2005  | 256 857 | 25 753 999 |